# Raymond Ruyer
Raymond Ruyer (n. 1902 Plainfaing Vosges, Franța  - d. 1987 Nancy, Meurthe-et-Moselle Franța a fost un filozof francez. Autor a numeroase cărți Raymond Ruyer s-a ocupat de probleme foarte diverse printre care filozofia biologiei, originea informației, filozofia valorii și altele. A scris și lucrări de popularizare a viziunii sale filozofice, dintre care cea mai cunoscută este "Gnoza de la Princeton" în care își prezintă punctul de vedere ca fiind cel al unui grup fictiv din Statele Unite. Ruyer este considerat creatorul unei teorii numite panpsihism

## Biografie
Născut în 1902 în localitatea Plainfaing din departamentul Vosges, Franța, Raymond Ruyer a urmat cursurile "Școlii Normale Superioare" (École normale supérieure), una din marile universități ale Franței. Se angajează ca profesor de liceu, apoi își trece doctorarul în filozofie cu o teză despre "Fenomenologia cunoașterii". În 1937 publică prima sa lucrare "La conscience et le corps" ("Corpul și conștiința"), care cuprinde unele din ideile de filozofie a biologiei pe care le-a dezvoltat ulterior.
În perioada celui de al doilea război mondial, Ruyer a fost prizonier în Germania din 1940 până în 1944. După eliberare, își începe cariera de profesor la Universitatea din Nancy unde, pe lângă activitatea didactică, se ocupă de analiza implicațiilor filozofice ale diferitor domenii ale științei, în particular embriologia, biologia și informatica. În același timp continuă cercetările în domeniul filozofiei valorii pe care le începuse încă dinainte de război.
În anii 1970 este ales membru corespondent al Institulului Franței (Institut de France). I se propune o catedră la Sorbona, avansare pe care o refuză, preferând să rămână în mediul intelectual al Universității din Nancy, unde avea relații prietenești cu mulți cercetători.
Opunându-se curentului existențialist și tendințelor stângiste ale intelectualității din Franța postbelică, Raymond Ruyer ajunge să fie mult mai apreciat în cercurile științifice și universitare de peste hotare decât în Franța. Publicistul Raymond Aron îl sfătuiește să scrie lucrări de popularizare în care să-și prezinte ideile într-o formă mai atractivă.  Deoarece primele sale publicații de popularizare nu avuseseră efectul dorit, Ruyer recurge la un subterfugiu. Bazându-se pe constatarea că marele public din Franța este interesat, poate chiar fascinat, de gândirea din Statele Unite, el publică lucrarea "La gnose de Princeton" ("Gnoza de la  Princeton") în care susține că este în strânsă legătură cu un grup informal de cercetători americani de la Universitatea Princeton ai cărui membri își ascund identitatea. El pretinde că expune ideile acestor americani necunoscuți, care ar încerca să recreeze o religie științifică denumită "Gnoza de la  Princeton"
În realitate, sub acest subterfugiu, Ruyer își expune propriile idei. Succesul cărții arată că o mare parte din cititori nu și-au dat seama de mistificarea din prezentarea volumului. Cartea a fost tradusă și în limba română. Și în România, au existat cititori care nu și-au dat seama că "Gnoza de la Princeton" este ficțiune, și gnoza a fost citată în diferite lucrări ca o mișcare care ar fi existat în realitate.
Totuși, succesul lucrării nu a sporit interesul publicului din Franța pentru lucrările ulterioare ale lui Ruyer.  Cercetările sale au continuat însă să fie apreciate în țările anglofone și în Canada. În prezent, Raymond Ruyer est considerat creatorul unei teorii numite panpsihism
Raymond Ruyer a decedat în 1987 la Nancy. Ultima sa lucrare "L’embryogenèse du monde et le Dieu silencieux" ("Embriogeneza lumii și Dumnezeul tăcut"), terminată în 1983, a rămas în manuscris și nu a fost publicată încă.

## Activitatea științifică
În lecturile sale științice, Ruyer dovedește o predilecție pentru lucrările de limbă germană și engleză. El însuși declară că unul din scriitorii englezi care l-au influențat este  Samuel Butler. Prin afinitate cu acest precursor, Ruyer a  urmat obiceiul acestuia de a analiza diferitele structuri ale Iliadei și Odiseii. Ca și Butler, el era de părere că autorul celor două epopei era o femeie.

### Filozofia biologiei
Ruyer a elaborat o filozofie generală a biologiei. Studiul modului de dezvoltare a formelor de viață l-a condus spre crearea unei teorii a cauzalității biologice, care era în contradicție cu teoriile genetice.
O concepție similară fusese susținută și de naturalistul Jean-Baptiste de Lamarck, care explica adaptarea organismelor vii prin "sentimentul interior" al organismului. Ruyer a dezvoltat această concepție arătând că nu există o diferență esențială între activitățile care au loc în interiorul unui organism (care ia din exterior doar alimentele) și activitățile care sunt legate de mediul exterior. Există o diferență între conștiința care se manifestă în aceste două cazuri: în primul caz este o conștiință orientată spre interior, în cel de al doilea este o conștiință dirijată în afara organismului. Ruyer ajunge la concluzia că viața este definită printr-o finalitate, care se explică prin conștiința ființei vii.

### Conceptul de panpsihism
În paralel cu studiile din domeniul biologiei, Raymond Ruyer a căutat să tragă concluziile teoretice care rezultă din descoperirile revoluționare ale fizicii secolului al XX-lea, în special din mecanica cuantică. căutâtând să pună în evidență o finalitate filozofică a acestor cercetări 
Gândirea sa ulterioară include o o filozofie a valorii , o critică a utopiilor ) și o analiză a teologiiilor raționale ale secolului al XX-lea  . Aceste cercetări l-au condus la elaborarea unei filozofii și a unei teologii științifice, respingând pozitivismul materialist. El ajunge la o formă de spiritualism sau de panteism, pe care îl numește "panpsihism", ale cărui origini îndepărtate pot fi găsite în gândirea lui Gottfried Wilhelm von Leibniz. Mai pot fi identificate influențe reciproce între lucrările lui Raymond Ruyer și cele ale altor filozofi francezi contemporani, în special  Maurice Merleau-Ponty et Gilles Deleuze.

### Analiza bazelor ideologiilor politice
Ruyer s-a ocupat de analiza ideologiilor politice, dovedind că, foarte adesea, ideologiile sunt prezentate ca și cum s-ar baza pe teorii științifice. Astfel, chiar oameni de știință de valoare au extins pseudo-știință în domenii cu totul inadecuate. De exemplu, pentru a da iluzia unei fundamentări științifice, Platon își îmbrăca ideile cosmologice și politice în forme geometrice sau aritmogeometrice, deși nu există nicio legătură între ele. În secolul al XVII-lea. Hobbes și Spinoza prezentau pasiunile umane și instituțiile politice sub forma unor tratate de mecanică sau de geometrie.
Lucrările lui Newton au determinat pe mulți gânditori să utilizeze legea atracției universale în studiile sociale, încercând să definească un sistem al lumii etice. După 1859, teoriile lui Darwin au devenit una din justificările științifice ale ideologiilor politice.
În mod particular, diferitele forme de socialism au fost prezentate ca teorii fundamentate științific, în speranța că aceasta le-ar conferi o credibilitate sporită. Aceasta este valabil pentru toți gânditorii socialiști: Fourier, Saint Simon, Proudhon, Marx și Engels.
Astfel, Fourier se prezintă ca un Newton al politicii și consideră că a descoperit principiul armoniei în politică. Saint Simon susține că teoria sa este bazată pe teoria științifică a atracției universale. Engels este de părere că Marx este un Darwin al științelor sociale, și că ar fi descoperit legea evoluției istoriei umane tot așa cum Darwin a descoperit legea evoluției materiei organice. Pentru a consfinți caracterul științific al operei sale, Karl Marx a vrut să-i dedice lui Darwin primul volum din “Capitalul”, însă Darwin a refuzat în mod politicos această propunere.

### Filozofia valorii
Ruyer susține că destinul istoric al omenirii nu este cel de a crea societăți mai drepte, mai frățești, mai fericite, mai productive, mai puternice, mai artistice, mai științifice sau mai religioase. Toate aceste valori sunt subordonate criteriului major al capacității societății de a dura în timp. Durabilitatea existenței este, după Ruyer, singura valoare esențială pentru conșiința umană. După Ruzer, dreptatea nu este o valoare decât pentru motivul că ea reprezintă o bază solidă, durabilă, pe când nedreptatea este baza fragilității societății. Puterea și bogăția reduc probabilitatea unei durabilități în loc să o sporească.
Un anumit individ sau o anumită societate dată, un popor, are posibilitatea de a alege între diferite idealuri și poate sacrifica idealul de durată în favoarea unui ideal de dreptate, de cunoaștere sau de onoare. În general un om care își dă viața pentru un ideal sau onoare este admirat. Omenirea, în ansamblul ei, nu are însă o asemenea opțiune, deoarece selecția negativă favorizează în mod automat acele popoare care, în mod conștient sau nu, subordonează durabilității toate celelalte valori.

### Previziunile lui Raymond Ruyer
Raymond Ruyer face anumite previziuni cu privire la viitorul omenirii.
Într-o primă analiză Ruyer se ocupă de problemele imigrației în spre țările dezvoltate. El arată că asimilarea imigranților nu se face în mod automat, contrar teoriei americane a unui "melting pot" sau în contradicție cu iluzia atotputerniciei unui sistem educațional. Imigrația duce la convulsiuni care pun în pericol civilizația însăși. În momentul în care sunt prea numeroși, imigranții, adeseori chiar fără a fi conștienți de aceasta, ajung să impună societăților în care trăiesc modul lor de viață, adeseori șocant pentru autohtoni. O alternativă este cazul în care imigranții refuză în mod conștient să se lase asimilați, având pretenția să asimileze ei populațiile autohtone, care nu se opun acestui proces deoarece sunt fie excesiv de primitoare, fie descurajate sau îndoctrinate.
Raymond Ruyer prevedea că civilizația occidentală va intra într-o criză în secolul al XXI-lea. După previziunile lui, această criză urmează să fie atipică, fiind mai gravă decât crizele uzuale deoarece va fi amplificată din cauza unei crize a energiei iar elementelor materiale ale crizei li se vor adăuga conflictele între bogați și săraci și conflictele inter-rasiale. În orice caz această criză va fi mai gravă decât cea care a dus la căderea imperiului roman
Civilizația industrială liberală este sinucigașe tocmai deoarece nu controlează sau controlează insuficient o dezvoltare tehnico-economică cu o "retroacțiune amplicatoare". În plus, liberalismul ecomomic atrage după sine un liberalism al moravurilor, determinat de interesul pe care îl au producătorii de a satisface orice dorințe, fără discernământ.
Raymond Ruyer era preocupat de tendințele negative ale societății contemporane, între altele de disgenia pe care o constata. Termenul de disgenie a fost introdus de  William Bradford Shockley, laureat al Premiului Nobel pentru fizică. Shockley descrie acele sisteme de reproducere biologică care duc la transmiterea cu prioritate a caracteristicilor negative ale indivizilor și care astfel, contrar teoriei selecției naturale, au rezultatul opus de degradare progresivă a calităților speciei. Analizând disgenia din Statele Unite, Shockley a constatat că fenomenul se manifesta atât în cadrul populației de rasă albă cât și al celei de rasă neagră, însă situația în rândul negrilor era deosebit de îngrijorătoare. După datele Biroului de Recensăminte al Statelor Unite (U.S. Census Bureau), în rândul populației de rasă albă se înregistrau în medie 3,7 copii pentru un cetățean necalificat, față  de 2,3 pentru un cetățean calificat. În rândul populației de rasă neagră statistica arăta că pentru necalificați se înregistrau 5,4 copii de persoană față de doar 1,9 pentru cei calificați. Argumentul lui Shockley era că, deoarece inteligența și aptudinile intelectuale sunt ereditare, ca și majoritatea altor caracteristici ale oamenilor, este inevitabil ca, în timp, procentul de oameni inteligenți să scadă, iar acest fenomen să afecteze mai mult populația neagră, în pofida eforturilor de integrare făcute de societatea americană. Acest proces de înrăutățire a calităților unei specii a fost denumit "disgenie". Lucrările lui Shockley au fost publicate înainte de lansarea ideii de corectitudine politică. Fiind acuzat de rasism într-un reportaj al  revistei "Atlanta Constitution", Shockley a intentat acțiune împotriva revistei pentru defăimare, proces pe care l-a câștigat.
Ruyer era de părere că societățile contemporane ignorau și chiar acceptau ca fiind de importanță majoră manifestări de ordin demografic: disgenia, scăderea natalității, degradarea moravurilor, înrăutățirea obiceiurilor sexuale, deteriorarea educației și culturii, scăderea bunului gust. În opoziție cu această atitudine, Ruyer le considera un pericol vital de ordin demografic pentru societate. El arăta că este mult mai greu să se alarmeze opinia publică despre desechilibrele demografice, în special despre disgenie, decât despre pericolele de ordin economic sau politic. El prevedea că aceste tendințe se vor accentua în secolul al XXI-lea ducând la o criză de mari proporții, de natură a dura mai multe secole.

## Concluzii
Opera lui Raymond Ruyer este încă relativ necunoscută în Franța, fiind mai apreciată în Statele Unite și în Canada, deși nu toate lucrările sale au fost traduse în limba engleză. În ultimul deceniu s-a putut constata o creștere, relativ limitată, a interesului pentru lucrările sale.

## Opere
- La conscience et le corps  - Alcan, Paris 1937,
- Éléments de psycho-biologie  - Presses Universitaires de France, Paris, 1946)
- Le monde des valeurs  - Aubier, Paris, 1947,
- L'Utopie et les Utopies  - Presses Universitaires de France, Paris, 1950,
- ‘’L’action à distance d’après la science contemporaine’’ - Revue Métapsychique, 1951, n°16, 183-196
- ‘'Néofinalisme - Presses Universitaires de France – Paris - 1952),
- La cybernétique et l'origine de l'information - Flammarion,  Paris 1954,
- La genèse des formes vivantes - Flammarion, Paris, 1958,
- La philosophie de la valeur - Armand Colin,  Paris, 1959),
- Paradoxes de la conscience et limites de l'automatisme - Albin Michel, Paris 1960,
- L'animal, l'homme, la fonction symbolique - Gallimard, Paris, 1964)
- Éloge de la société de consommation - Calmann-Lévy,  Paris, 1969,
- Dieu des religions, Dieu de la science  - Flammarion, Paris 1970,
- Les nuisances idéologiques – Calmann-Lévy, Paris, 1972,
- La gnose de Princeton  - Fayard, Paris,  1974 ,
- Les nourritures psychiques. La politique du bonheur - Calmann-Lévy,  Paris,  1975,
- Les cent prochains siècles - Fayard, Paris, 1977,
- Homère au féminin ou La jeune femme auteur de l'Odyssée  - Copernic, Paris 1977,
- L'art d'être toujours content. Introduction à  la vie gnostique - Fayard, Paris, 1978,
- Le sceptique résolu - Robert Laffont, Paris,  1979.
- Souvenirs -1- Ma famille alsacienne et ma vallée vosgienne - Vent d'Est, Paris 1985.
- L’embryogenèse du monde et le Dieu silencieux 1983 (manuscris nepublicat)